# Patrick Étoile de mer
Vous lisez un « bon article » labellisé en 2019.
Patrick Étoile de mer ou Patrick Étoile (Patrick Star), est un personnage de la série télévisée d'animation américaine Bob l'éponge. Il apparaît pour la première fois dès le premier épisode de la série, intitulé Bienvenue à bord !, diffusé aux États-Unis le 1er mai 1999. Il est doublé dans la version originale par Bill Fagerbakke, en version française par Érik Colin jusqu'en 2013, puis par Boris Rehlinger. Patrick Étoile est conçu par le biologiste et animateur Stephen Hillenburg peu après l'annulation de sa série Rocko's Modern Life en 1996. À cette époque, Hillenburg tente de créer une série télévisée mettant en scène une éponge très optimiste qui agace son entourage tout en s'inspirant des idées de Laurel et Hardy et de Pee-Wee Herman.
Dépeint comme une étoile de mer rose pâle, Patrick vit sous un rocher dans la ville sous-marine de Bikini Bottom à côté du moaï de Carlo Tentacule. Son trait de caractère le plus marquant est son manque de bon sens malgré ses éclairs de génie, ce qui parfois lui provoque des ennuis avec son meilleur ami, Bob l'éponge. Patrick est expert comptable[réf. nécessaire] même s'il a du mal à s’en rappeler et se décrit lui-même comme un expert dans l'« art de ne rien faire ».
Le personnage reçoit de nombreuses réactions positives de la part aussi bien des critiques que des adeptes de la série. Il fait néanmoins aussi l'objet de controverses à propos de sa relation supposément homosexuelle avec Bob l'éponge[réf. nécessaire].
Il se trouve dans plusieurs produits dérivés de la série Bob l'éponge, comprenant des cartes à collectionner, des jeux vidéo, des peluches et des bandes dessinées. Il est également l'un des personnages principaux du long métrage sorti en 2004, Bob l'éponge, le film et de ses suites Bob l'éponge, le film : Un héros sort de l'eau, sortie en 2015 et Bob l'éponge, le film : Éponge en eaux troubles, sortie en 2020.

## Rôle
Patrick est le meilleur ami ignorant mais très humoristique de Bob l'éponge. Il est représenté comme étant une étoile de mer rose en surpoids, qui tient le rôle d'idiot du village de la ville sous-marine de Bikini Bottom, dans l'océan Pacifique. Contrairement aux autres personnages de la série, Patrick est très bête et fait de nombreuses erreurs ridicules. Il est cependant parfois dépeint comme un savant et fait preuve de bon sens à certaines occasions, en particulier au cours des premiers épisodes de la série. Souvent après de tels éclairs de génie, il revient rapidement à son état habituel d'ignorance et de bêtise,,,. Il n'a aucune forme d'occupation professionnelle, mises à part quelques missions brèves dans les restaurants du Crabe Croustillant ou du Seau de l'enfer. Il passe donc la plupart de son temps à faire le pitre ou à pêcher des méduses avec Bob l'éponge et, quand il est chez lui, à regarder la télévision ou à simplement s'engager dans l'« art de ne rien faire », dans lequel il se prétend un expert,,,,,,,. Il aime beaucoup manger et a un très grand appétit,.
Patrick, qui vit sous un rocher, est le voisin de Carlo Tentacule et Bob l'éponge. Parfois son appartement a plusieurs pièces mais dans d'autres épisodes, il s'agit d'un espace circulaire vide. Tous les meubles présents dans l'espace sous son rocher sont faits de sable, et Patrick peut simplement décider de rapidement construire ceux dont il a besoin,. À part son meilleur ami Bob l'éponge, qui est souvent impressionné par sa capacité à proposer des plans aussi naïfs qu'ingénieux, l'étoile de mer irrite fréquemment son entourage et se retrouve en général complètement dépassée par les questions ou les sujets les plus simples,. Les personnages de M. Krabs et Carlo Tentacule ne font preuve d'aucune espèce de patience face à la stupidité de Patrick, et le premier ne lui accorde aucune attention. Clancy Brown, l'acteur qui prête sa voix à M. Krabs, explique : « la seule personne que M. Krabs n'emploie jamais est Patrick, parce que Patrick est simplement trop stupide pour travailler à quoi que ce soit ». Sandy est très souvent agacée par Patrick, mais le considère quand même comme un ami.

## Développement

### Conception

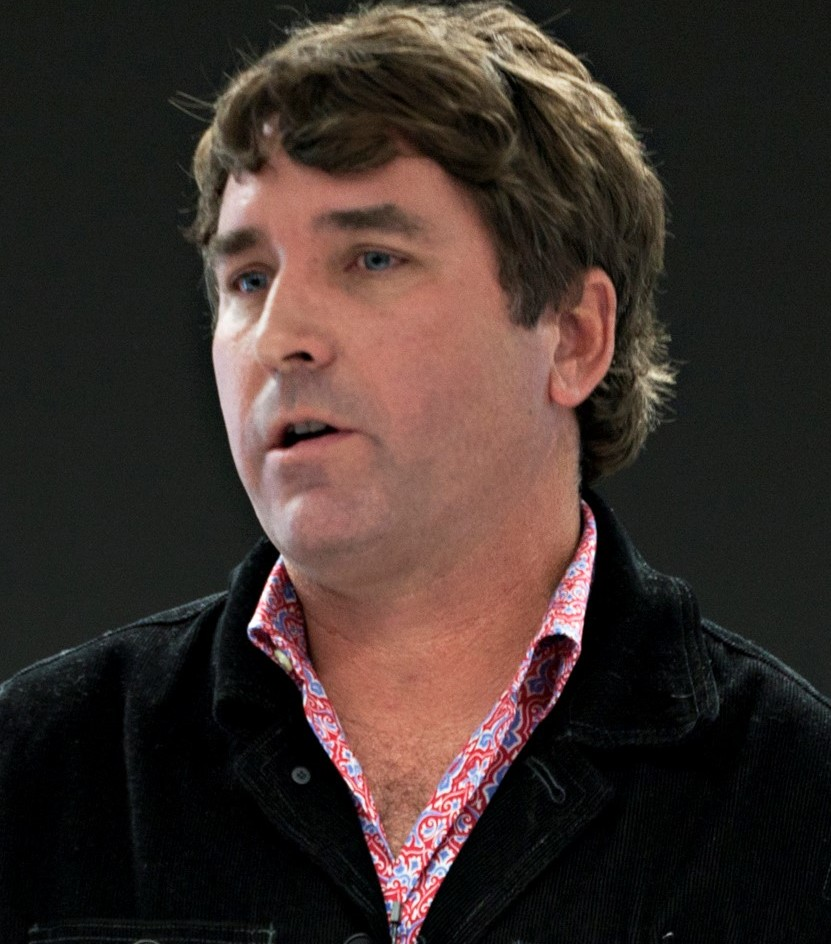
Stephen Hillenburg, créateur de la série Bob l'éponge et de ses personnages.

Dès son plus jeune âge, Stephen Hillenburg est fasciné par l'océan et la vie aquatique et commence à développer ses capacités artistiques. À l'université, il se spécialise en biologie marine et prend une option artistique. Il pense alors à recommencer l'université afin d'obtenir un master en art. Il sort diplômé en 1984, avant de rejoindre l'Ocean Institute, une organisation dédiée à l'éducation du public à l'océanographie et à l'histoire des bateaux. Alors qu'il travaille pour l'organisation, il a une idée qui le mènera à la création de Bob l'éponge : une bande dessinée intitulée The Intertidal Zone (littéralement, La Zone intertidale, c'est-à-dire le rivage où alternent les marées). En 1987, Hillenburg quitte l'institut pour poursuivre une carrière dans l'animation,.
Quelques années après avoir étudié l'animation expérimentale au California Institute of the Arts, Hillenburg rencontre, à un festival d'animation, Joe Murray, créateur de la série de Nickelodeon, Rocko's Modern Life, qui lui propose de travailler en tant que réalisateur de la série,,,,. Après avoir lu The Intertidal Zone, Martin Olson, un des scénaristes de Rocko's Modern Life, encourage Stephen Hillenburg à créer une série télévisée avec un concept similaire. Avant ce moment-là, l'idée de créer une série ne lui avait jamais traversé l'esprit et réalise que tant qu'il ne le fait pas, il ne saura jamais s'il en est capable ou pas,,. La production de Rocko's Modern Life s'arrête en 1996. Peu de temps après, Stephen Hillenburg commence à travailler sur Bob l'éponge.

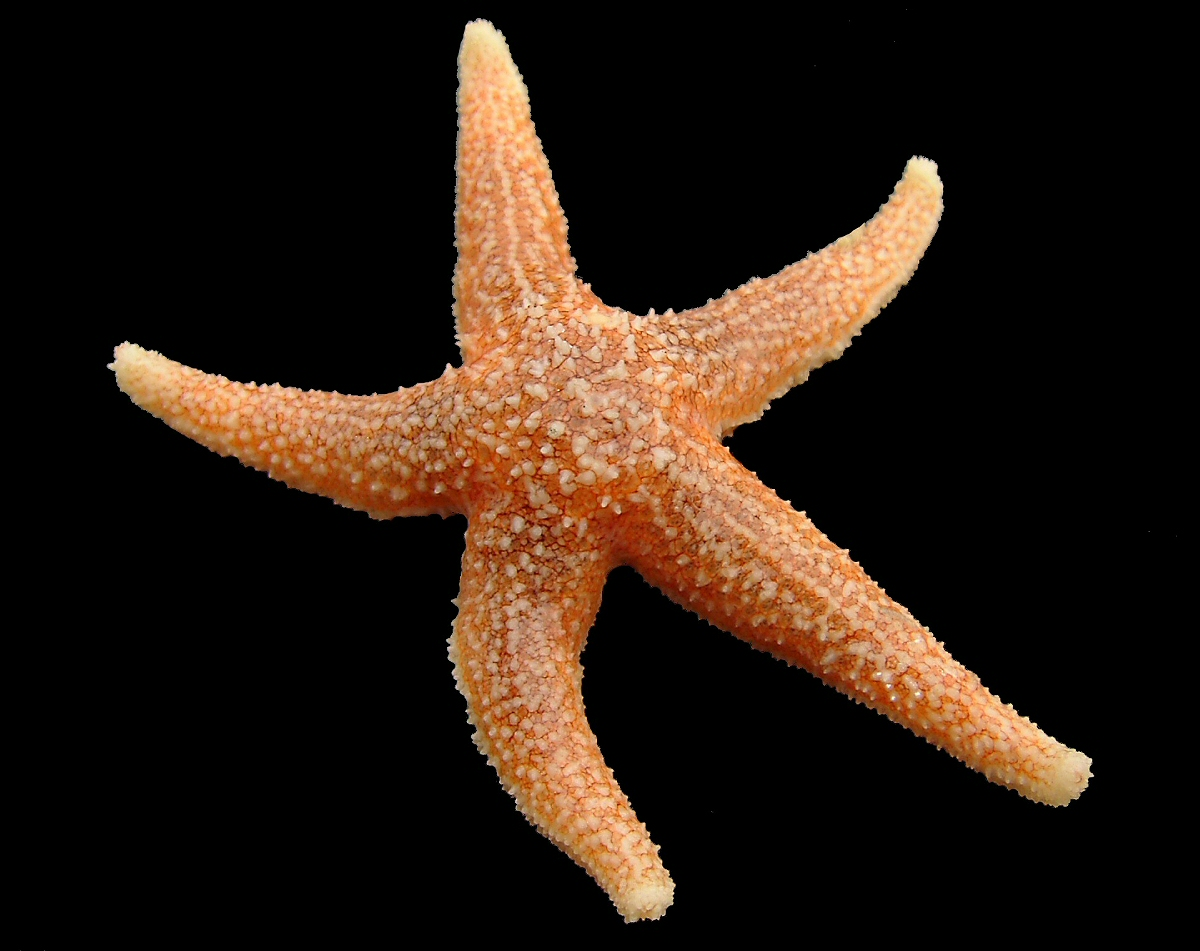
Une étoile de mer commune, l'animal qui a inspiré Patrick.

Stephen Hillenburg conçoit les personnages en s'inspirant de sa bande dessinée, celle-ci comprenant une étoile de mer, un crabe et une éponge. Il décrit Patrick comme « probablement le type le plus stupide de la ville ». Le personnage est conçu comme une étoile de mer afin d'incarner la nature de l'animal ; ainsi selon Stephen Hillenburg, les étoiles de mer semblent « stupides et lentes », alors qu'en réalité elles sont « très actives et agressives », comme Patrick. Selon Hillenburg, l'humour de la série vient plutôt des personnages que du rapport à l'actualité afin de mettre en valeur « les choses drôles à cause des situations ou des personnages et leurs défauts ». Il conçoit Bob l'éponge et Patrick comme de tels personnages car « l'humour de la série provient toujours des situations dans lesquelles ils se précipitent. La règle est la suivante : suivre l'innocence et éviter l'humour d'actualité ».
Au lieu d'être présenté comme ayant un bon tempérament ou un bon état d'esprit, Patrick est atteint dans certains épisodes de crises colériques infantiles. Les débordements émotionnels de Patrick ne sont imaginés à l'origine que pour l’épisode de la première saison, La Saint-Valentin, dans lequel Bob l'éponge et Sandy essaient d'offrir à l'étoile de mer un cadeau de Saint-Valentin, et « ne devaient apparaître qu'une seule fois ». Cependant, selon le scénariste de l'épisode Jay Lender, « lorsque la série a été diffusée, ce côté sombre a semblé tellement approprié qu'il a commencé à apparaître un peu partout. Vous pouvez prévoir tout ce que vous voulez à l'avance, mais les personnages vous rappellent finalement qui ils sont ».
Les bruits de pas de chaque personnage lui sont propres. Ceux de Patrick sont enregistrés par un bruiteur de la série portant des chaussures sans lacet. Jeff Hutchins, le designer sonore de la série, déclare : « s'il marchait pieds nus, il serait difficile de lui donner beaucoup de présence, nous avons donc décidé que Patrick se déplacerait avec des chaussures ».

### Doublage
En version originale Patrick est doublé par Bill Fagerbakke, qui prête également sa voix à de nombreux autres personnages de la série Bob l'éponge. En version française il est doublé par Érik Colin jusqu'à son décès en novembre 2013, après quoi il est remplacé par Boris Rehlinger,.

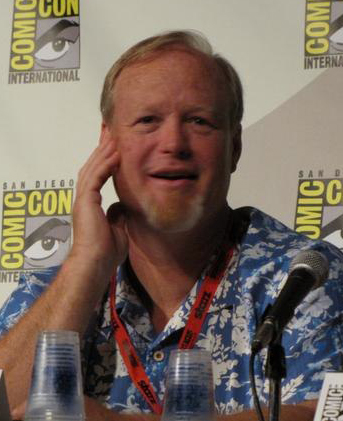
L'acteur Bill Fagerbakke, voix originale de Patrick.

Alors qu'ils sont en train de créer la série et d'écrire son épisode pilote en 1997, Stephen Hillenburg et Derek Drymon, le directeur de la création de l’époque, mènent également des castings afin d'établir la distribution des personnages. Bill Fagerbakke passe son audition alors que Tom Kenny vient d'être recruté pour être la voix de Bob l'éponge. Fagerbakke explique que « Steve est un type adorable », et qu'il n'avait « aucune sensation à propos du matériel ». Il décrit son expérience vécue pendant le casting ainsi : « Je me rendais simplement à un casting supplémentaire, je n'avais donc aucune idée de ce qui était prévu concernant la qualité de l'univers visuel de la série et de son humanité enfantine si attachante ».

« Steve Hillenburg a en fait joué pour moi une partie de la performance de Tom [Kenny], et ils cherchaient un contrebalancement. Et j'ai fait le gros imbécile. C'est mon job… C'est ce que je fais. C'était tellement une belle expérience. En général, lorsque vous auditionnez pour un doublage, vous êtes dans un studio, mais là, autant que je m'en souvienne, cela se passait dans une espèce de salle de conférence bizarre, et il avait un de ces vieux magnétophones qui fait la moitié de la taille d'une boîte de chaussures, et c'était si attendrissant. »

— Bill Fagerbakke, à propos de son audition pour le rôle.
Lors de ses premières années dans la série, Bill Fagerbakke appelle Patrick « AquaDauber » en référence à son rôle de Michael « Dauber » Dybinski dans la série des années 1990 Coach. Selon Bill Fagerbakke, Patrick est « extrêmement plaisant à interpréter » car « lorsqu'[il] l'incarne, il y a tant de secrets » qu'il ne peut divulguer. L'approche de Bill Fagerbakke concernant la voix de Patrick est « à peu près la même que celle qu'il aurait pour un autre type de personnage ». Il précise : « Je suis toujours à la recherche d'opportunités me permettant d'explorer une imagination en roue libre et une folie infantile. Être capable de gérer ça et de vous laisser entraîner dans une telle performance est comparable à une drogue, je m'amuse tellement avec ça. J'adore les enfants : j'ai élevé deux filles et j'adore être parent ». Les membres du casting enregistrent leur voix tous ensemble. Bill Fagerbakke déclare que ce fonctionnement améliore sa performance d'acteur de doublage car « il y a quelque chose d'incroyable et d'unique lorsque les gens travaillent ensemble ». Bill Fagerbakke s'inspire de l'actrice Shelley Winters pour traduire le comportement de Patrick lorsqu'il est affamé.
Bill Fagerbakke est parfois comparé à son personnage de Patrick. Son collègue Tom Kenny déclare que « Bill est un type imposant. Le monde est presque trop petit pour lui. C'est une force de la nature, comme Patrick ». Le scénariste Jay Lender, décrivant Bill Fagerbakke en train d'enregistrer dans le studio, déclare : « Bill est l'artiste le plus sérieux que j'ai vu dans la cabine : il pose toujours des questions et essaye réellement de se mettre dans la peau de Patrick ». Un autre scénariste, Kent Osborne, dit de Bill Fagerbakke que c'est un « type imposant, et qu'il joue Patrick tellement bien. Il est simplement ce type impressionnant qui traîne lourdement les pieds ». Bill Fagerbakke ajoute « Je suis maladroit. Je suis loufoque. Je me trompe tout le temps […] Je suppose que je ressemble beaucoup à Patrick ».

## Accueil

### Critiques
Les critiques concernant le personnage de Patrick de la part des professionnels et des adeptes de la série sont généralement positives. Dans sa critique sur le DVD de la première saison, Bill Treadway de DVD Verdict décrit Patrick comme « l'idiot du village, qui donne parfois de très mauvais conseils à Bob l'éponge, mais qui est un ami fidèle, ce qui est assez rare de nos jours ». Il ajoute : « Patrick est la définition de la stupidité et ses singeries vous feront rire aux éclats ». Dans une critique publiée en 2007 dans le New York Times, Peter Keepnews déclare : « Patrick est un personnage populaire et les derniers épisodes montrent pourquoi : il fait preuve d'un enthousiasme sans faille, d'une fidélité touchante et il n'est absolument jamais découragé par ses limites intellectuelles. Doublé d'une manière tellement hilarante par Bill Fagerbakke, il n'est pas une simple création comique attachante, mais un modèle pour tout le monde en ce qui concerne les rôles d'idiots ».
Nancy Basile du site About.com pense que Patrick est « un des personnages les plus stupides de Bob l'éponge ». Dans sa critique du DVD de SpongeBob and Friends: Patrick SquarePants, une compilation d'épisodes de Bob l'éponge centrés sur Patrick, Nancy Basile déclare que « les épisodes inclus […] sont hilarants. Ce ne sont pas seulement les meilleurs épisodes de Patrick, mais aussi quelques uns des épisodes incontournables de la série ». Elle considère Le Déguisement comme le meilleur épisode de Patrick et elle ajoute qu'elle a « été insouciante en n'incluant pas cet épisode dans [sa] liste des dix meilleurs épisodes de Bob l'éponge ». Elle cite ensuite la scène qu'elle préfère dans l'épisode : « Patrick n'arrive pas à lire le numéro de la table de M. Krabs. Il dit "Un bâton comme ça… Un bâton comme ça…" et M. Krabs répond "Ça fait sept, Patricia" »,.
Les Kids' Choice Awards, une cérémonie de remise de prix annuelle présentée par Nickelodeon, crée de nouvelles catégories en 2014, dont celle du « meilleur compagnon animal d'animation ». Patrick remporte le prix face à Perry l’ornithorynque de Phinéas et Ferb, à Sparky de Mes parrains sont magiques et à Waddles de Souvenirs de Gravity Falls.

### Controverses
En 2003, la popularité de la série au sein de la communauté homosexuelle grandit, si bien que selon BBC Online, ils « adoptent » la série. Le Wall Street Journal pose également des questions sur Bob l'éponge et Patrick qui soulignent la popularité de la série chez les homosexuels. En réponse à l'article, Tom Kenny déclare que pour lui « cette insinuation est une interprétation ». Il ajoute : « J'ai entendu dire que les téléspectateurs homosexuels apprécient la série, tout comme des étudiants, des parents ou des enfants l'aiment également. Je pense que c'est plutôt idiot d'écrire un article entier à ce propos. Je ne pense pas qu'on ait affaire à une série pour les homosexuels, c'est une série pour les êtres humains. Tout le monde est bienvenu ».
Une vidéo promotionnelle de 2005 dans laquelle Bob l'éponge encourage la diversité et la tolérance, est critiquée par deux groupes américains de chrétiens évangéliques, notamment Focus on the Family, car pour eux le personnage de Bob est montré en tant qu'avocat de l'homosexualité, alors que la vidéo ne contient « aucune référence au sexe, ni à un mode de vie ou à une identité sexuelle »,,. Cet incident amène de nombreuses personnes à se demander si Bob l'éponge, son meilleur ami Patrick et le reste des personnages de la série sont homosexuels ou pas. Après de telles spéculations, Stephen Hillenburg affirme que la préférence sexuelle des personnages n'a jamais été évoquée lors de la création de la série. Il règle le problème en précisant : « Nous n'avons jamais voulu qu'ils soient homosexuels. Je les considère pratiquement asexuels. Nous essayons simplement d'être drôles et cela n'a rien à voir avec la série »,. Tom Kenny et d'autres membres de l'équipe de la série sont choqués et surpris qu'une telle question ait pu se poser. Derek Drymon, le directeur de la création de la série jusqu'en 2004, déclare : « Si Bob l'éponge tient la main de Patrick, c'est parce que c'est son meilleur ami et qu'il l'aime. Je pense que tout cela fait partie d'un ensemble plus grave visant à stigmatiser les personnes homosexuelles ». Le fondateur de Focus on the Family, James Dobson, déclare plus tard que ses remarques avaient été sorties de leur contexte et que ses plaintes initiales ne concernaient pas Bob l'éponge, ni aucun des personnages de la série, mais l'organisation qui est à l'origine de la vidéo polémique, la We Are Family Foundation. James Dobson remarque également que cette association a posté des éléments pro-homosexuels sur son site web, avant de les retirer.
Le théoricien queer Jeffrey P. Dennis, auteur de l'article The Same Thing We Do Every Night: Signifying Same-Sex Desire in Television Cartoons, soutient que Bob l'éponge et Sandy ne sont pas amoureux, tout en ajoutant qu'il pense que Bob et Patrick « sont liés par une intensité sans doute érotique ». Il remarque que les deux personnages ne sont « pas constamment représentés comme des partenaires romantiques », notamment car ils vivent séparément et qu'ils fréquentent des groupes d'amis distincts, mais il prétend que dans la série, « la possibilité d'un désir entre personnages de même sexe n'est jamais exclue ». Martin Goodman d'Animation World Magazine qualifie les remarques de Jeffrey Dennis sur la relation entre Bob et Patrick d'« intéressantes ».

## Produits dérivés
Patrick apparaît dans plusieurs produits dérivés de la série Bob l'éponge, comme des jeux de sociétés, des bandes dessinées, des porte-clefs, des peluches, des cartes à collectionner ou encore des jeux vidéo. En juillet 2019, Nike, propose en collaboration avec la star des Brooklyn Nets, Kyrie Irving, une version de la Kyrie 5 aux couleurs de l'étoile de Bikini Bottom. Patrick tient un rôle majeur dans Bob l'éponge, le film, le premier long métrage adapté de la série. Le film sort le 19 novembre 2004 et s'avère être un succès international, rapportant plus de 140 millions de dollars. Une suite, Bob l'éponge, le film : Un héros sort de l'eau, sort le 6 février 2015 et présente Patrick et plusieurs autres personnages en trois dimensions dans les passages en prise de vues réelles. Le groupe devient une équipe semblable aux Avengers et Patrick se transforme en M. Super-Beau-Gosse.
En 2009, l'acteur britannique John Fricker interprète le rôle de Patrick dans l'adaptation en comédie musicale de l'épisode de la troisième saison, L'Éponge volante. John Fricker ainsi que la comédie musicale en elle-même reçoivent des critiques généralement positives. Gordon Barr et Roger Domeneghetti du magazine Evening Chronicle décrivent le spectacle comme , alors que Vive Hardwick de The Northern Echo, déclare que John Fricker et Martin Johnston, l'acteur qui interprète M. Krabs, « remportent le concours du plus grand costume »,. Une critique du Chichester Observer écrit que « John Fricker est dans son élément dans la peau du simple d'esprit mais adorable Patrick Étoile de mer ».
Le personnage de Patrick est devenu viral sur Internet sous la forme de mèmes ou d'images macro. Une image tirée du film, montrant Patrick estomaqué, la bouche béante et les yeux écarquillés, a inspiré de nombreux YouTubers pour créer une représentation de l'expression de Patrick utilisant plusieurs filtres différents. À la suite de cela, un utilisateur de YouTube a posté en ligne une vidéo dans laquelle Patrick réagit au single du chanteur canadien Justin Bieber, Baby. Le mème intitulé « Surprised Patrick » commence à se disséminer à travers la toile, et une des premières images est postée sur Reddit par SeannyOC avant d'être intégrée dans la collection de mèmes I Can Has Cheezburger?. Des sites web humoristiques comme BiteTV, CollegeHumor, Mashable et Smosh publient alors leurs propres listes ou compilations des meilleures utilisations du « Surprised Patrick », affirmant sa popularité,,,. Nena Prakash de Mashable explique : « Depuis des années Patrick Étoile de mer aide à maintenir Bikini Bottom pendant que Bob l'éponge fait sauter des burgers au Crabe Croustillant. Mais c'est maintenant le temps pour Patrick de sortir de dessous son rocher pour s'asseoir sur son trône du mème royal, car il est une étoile (de mer) du net ». Un autre mème populaire basé sur le personnage est l'image macro « Push It Somewhere Else Patrick », qui est tirée d'une scène de l'épisode de la deuxième saison, Le Lombric géant, dans laquelle Patrick propose que la ville devrait se déplacer afin qu'elle puisse lutter contre un lombric géant venu d'Alaska.

### Hommages

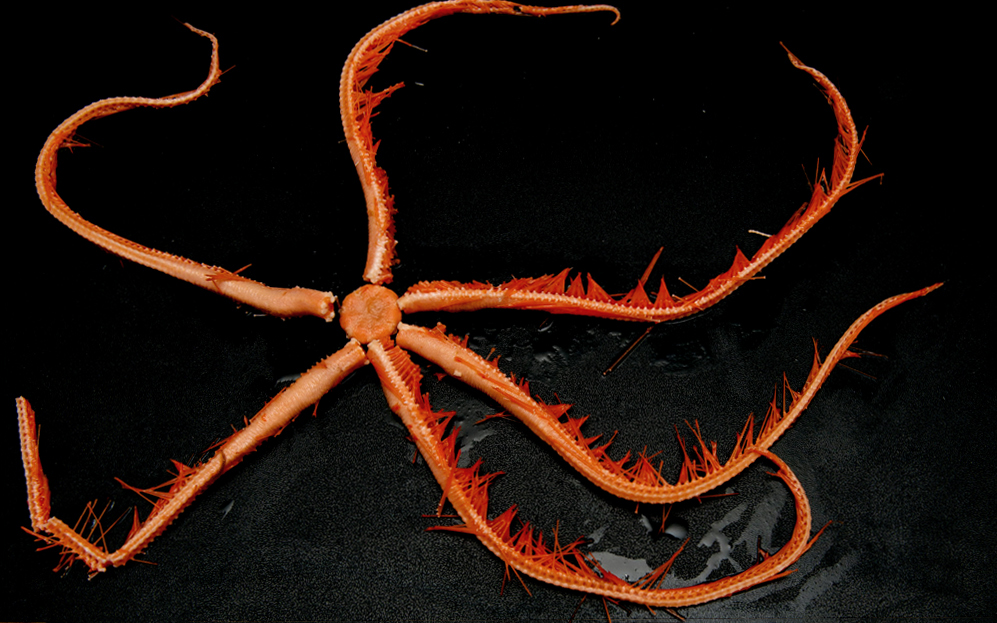
Astrolirus patricki, étoile de mer abyssale associée aux éponges et nommée en l'honneur du personnage.

En 2020, une équipe de scientifique décrit une nouvelle espèce d'étoile de mer abyssale associée aux éponges, et la baptisent en hommage au personnage : Astrolirus patricki.